# Dubiaranea furva
Dubiaranea furva là một loài nhện trong họ Linyphiidae. Loài này được phát hiện ở Peru.